# 쿡 제도의 재외공관 목록
쿡 제도의 재외공관 목록은 쿡 제도 주재 외교 공관을 각국에 상주시켜 놓는 것을 의미하며, 쿡 제도의 재외공관을 나열한 목록이다.

## 주요 설치국
- 벨기에 : 브뤼셀 (대사관)
- 오스트레일리아 : 캔버라 (고등판무관 사무소)
- 뉴질랜드 : 웰링턴 (고등판무관 사무소), 오클랜드 (총영사관)

## 대표부
- 랭커스터 : IMO 쿡 제도 정부 대표부

## 명예 영사관
- 오스트레일리아 : 달메니, 시드니
- 모나코 : 모나코
- 노르웨이 : 오슬로
- 미국 : 로스앤젤레스

## 비상주공관 겸임 지역
- EU 대표부 : 주 벨기에 쿡 제도 대사관에서 겸임
- 피지 : 뉴질랜드 웰링턴 주재 쿡 제도 고등판무관 사무소에서 겸임
- 이란,  나우루,  파푸아뉴기니 : 오스트레일리아 캔버라 주재 쿡 제도 고등판무관 사무소에서 겸임

## 같이 보기
- 쿡 제도의 대외 관계
- 쿡 제도 주재 외국공관 목록